# أويلر (لغة برمجة)
أويلر هي لغة برمجة أنشأها نيكلاوس ويرث وهيلموت ويبر، وقد تم تصورها على أنها امتداد وتعميم لألغول 60. كانت أهداف المصممين هي إنشاء لغة هي:
- أبسط وأكثر مرونة من ألغول 60.
- مفيد ومعالج بكفاءة معقولة.
- يمكن تحديده بإجراءات شكلية صارمة.

تشير المصادر المتاحة إلى أن أويلر كان يعمل بحلول عام 1965.